# Jean Claes (football, 1902)
Pour les articles homonymes, voir Jean Claes.
Ne pas confondre avec un autre international belge dénommé Jean Claes, né en 1934.
Jean Claes, né le 10 juillet 1902 et mort le 1er mars 1979, est un joueur de football international belge actif durant les années 1920. Il joue durant toute sa carrière à Berchem Sport en tant que défenseur.

## Carrière en club
Jean Claes joue pour Berchem Sport lorsque l'équipe atteint pour la première fois la Division d'Honneur en 1922. Titulaire en défense, il aide le club à assurer son maintien parmi l'élite nationale avant de s'établir en milieu de classement. Ses bonnes prestations lui permettent d'être appelé en équipe nationale belge pour disputer un match amical en 1925. En 1929, il arrête le football après sept saisons jouées au plus haut niveau.

## Statistiques
| Saison                | Club                  | Championnat           | Championnat | Championnat | Coupe(s) nationale(s) | Coupe(s) nationale(s) | Total | Total |
| Saison                | Club                  | Division              | M.          | B.          | M.                    | B.                    | M.    | B.    |
| 1922-1923             | Berchem Sport         | Division 1            | -           | -           | 0                     | 0                     | 0     | 0     |
| 1923-1924             | Berchem Sport         | Division 1            | -           | -           | 0                     | 0                     | 0     | 0     |
| 1924-1925             | Berchem Sport         | Division 1            | -           | -           | 0                     | 0                     | 0     | 0     |
| 1925-1926             | Berchem Sport         | Division 1            | -           | -           | 0                     | 0                     | 0     | 0     |
| 1926-1927             | Berchem Sport         | Division 1            | -           | -           | -                     | -                     | 0     | 0     |
| 1927-1928             | Berchem Sport         | Division 1            | -           | -           | 0                     | 0                     | 0     | 0     |
| 1928-1929             | Berchem Sport         | Division 1            | -           | -           | 0                     | 0                     | 0     | 0     |
| Total sur la carrière | Total sur la carrière | Total sur la carrière | 1           | -           | -                     | -                     | 1     | 0     |

## Carrière internationale
Jean Claes compte une convocation et un match joué en équipe nationale belge. Celui-ci a lieu le 15 mars 1925 contre les Pays-Bas.
Le tableau ci-dessous reprend toutes les sélections de Jean Claes. Le score de la Belgique est toujours indiqué en gras.
| Date       | Compétition  | Adversaire | Lieu   | Score | Remarque |
| ---------- | ------------ | ---------- | ------ | ----- | -------- |
| 15/03/1925 | Match amical | Pays-Bas   | Anvers | 0-1   |          |